# Upuna
Upuna es un género botánico de plantas de flores perteneciente a la familia  Dipterocarpaceae. Tiene una única especie Upuna borneensis que se encuentra únicamente en Borneo, Indonesia (Kalimantan) y este de Malasia (Sabah, Sarawak). Tiene una madera muy resistente, similar a la del género  Vatica. Se encuentra en el Parque nacional de Bako, y también ha sido visto en el  Kubah National Park. Aun así, está tratada en peligro de extinción por pérdida de hábitat.   

## Taxonomía
Upuna borneensis fue descrita por Colin Fraser Symington y publicado en Bulletin du Jardin Botanique de Buitenzorg, sér. 3, 17: 88. 1941.